# آزادی مذهب در هند
آزادی مذهب در هند (انگلیسی: Freedom of religion in India) یک حق اساسی است که توسط ماده ۲۵–۲۸ قانون اساسی هند تضمین شده است. هند مدرن در سال ۱۹۴۷ به وجود آمد و مقدمه قانون اساسی هند در سال ۱۹۷۶ اصلاح شد تا نشان دهد که هند یک دولت سکولار است.
با این حال، بومای (S.R Bommai) در برابر اتحادیه هند، دیوان عالی هند حکم داد که هند از زمانی که قانون اساسی اش را تصویب کرده است، یک دولت سکولار است، آنچه در واقع از طریق این اصلاحیه انجام شد، به صراحت آنچه که پیش از این به‌طور ضمنی براساس ماده ۲۵ تا ۲۸ بود اصلاح شد و تغییر یافت. هر شهروند هندی حق دارد که به‌طور مسالمت‌آمیز دین خود را اجراء و ترویج کند.
با این حال، چندین مورد عدم تحمل مذهبی وجود داشته است که منجر به شورش و خشونت شده است، به‌ویژه شورش‌های ضد سیک در سال ۱۹۸۴ در دهلی، شورش ضد هندو در کشمیر، شورش ۲۰۰۲ گجرات و شورش‌های ضد مسیحی ۲۰۰۸. برخی از مرتکبان این شورش‌های ضد سیک در سال ۱۹۸۴ علی‌رغم محکومیت گسترده، در برابر عدالت قرار نگرفتند.
هند یکی از کشورهایی است که بیشترین تنوع مذهبی را در خود جای داده است، و محل تولد چهار دین بزرگ جهان می‌باشد: جینیسم، هندوئیسم، بودیسم و سیکیسم. با وجودی که هندوها نزدیک به ۸۰ درصد جمعیت را تشکیل می‌دهند، جامو و کشمیر دارای اکثریت مسلمان هستند، پنجاب دارای اکثریت سیک‌ها، ناگالند، مگالایا و میزورام دارای اکثریت مسیحیان و هیمالیا هند ایالت‌هایی مانند سیکیم و لاداخ، آرانچال پرادش و ایالت ماهاراشترا و ناحیه دارجیلینگ بنگال غربی دارای بیشترین جمعیت بودایی هستند. این کشور دارای جمعیت مسلمان، سیک، مسیحی، بودایی، جین و زرتشتی است. اسلام بزرگ‌ترین دین اقلیت در هند است و مسلمانان هند سومین جمعیت مسلمان جهان هستند که ۱۴ درصد جمعیت این کشور را تشکیل می‌دهند.
راژنی کوتاری (Rajni Kothari)، بنیان‌گذار مرکز مطالعات جوامع در حال توسعه، نوشته است: "هند کشوری است که تمدن آن متکی بر بردباری است.

## تاریخچه

### سنتآزادی مذاهب
ماهیت جمعی جامعه هند در قرن سوم پیش از میلاد در کتیبه آشوکا گنجانده شده است:
پادشاه محبوب پیاداسی (آشوکا) به همه فرقه‌ها، زاهدان و مرتاض‌ها (تارک دنیاها) یا کسانی که در دیر زندگی می‌کنند، با گذشت و شیوه‌های دیگر احترام می‌گذاشت. اما پادشاه، که مورد عنایت خدایان است، اهمیت کمتری نسبت به این گذشت و این افتخارات نسبت به عهد و پیمان مشاهده سلطنت که بخش اساسی آن‌ها را تشکیل می‌داد، برتری قائل بود. برای همه این فضایل، یک منبع مشترک و تواضع، وجود دارد؛ یعنی نباید عقیده کسی، دیگران را بی‌اعتبار سازد، و همچنین نباید این عقاید، دیگران را بدون دلایل قانونی تنزل دهد و خوار سازد. بر عکس، باید به اعتقادات و مذاهب دیگری که شایسته آن است احترام گذاشت.

### پناه بردن از آزار و اذیت مذهبی
هند با تحمل سنتی‌اش به عنوان پناهگاهی برای گروه‌هایی عمل کرده است که در جاهای دیگر با آزار و اذیت مواجه شده‌اند.
- یهودیان: یهودیان در هند دارای زمین هستند و به آنها حقوق تجاری اعطا شد. قدیمی‌ترین جوامع یهودی ساکن در هند، تجار یهودی و اسرائیلی در شهر کوچین هستند، که در حال حاضر کرالا، ۲۵۰۰ سال پیش است، که در حال حاضر به عنوان یهودیان کوچین شناخته می‌شوند. براساس اسناد به‌جا مانده، توسط یهودیان، تاریخ اولین ورود یهودیان به ۵۶۲ پیش از میلاد مسیح بر می‌گردد. در سال ۶۸ میلادی، بیشتر یهودیان به کرالا پناه آوردند تا از حملات رومیان به اورشلیم بگریزند.
- مسیحیان: اعتقاد بر این است که مسیحیت در قرن اول از طریق سنت توماس به هند آمده است که مسیحیان سنت توماس را در کرالا تشکیل دادند. بعدها در قرن‌های ۱۵ و ۱۶، مسیحیان اروپایی در مکان‌هایی مانند گوآ و منگالور به دین مسیحیت درآمدند. مبلغان پروتستان در قرن‌های ۱۸ و ۱۹ به هند شرقی آمدند.
- زرتشتیان: زرتشتیان از ایران بزرگ به هند آمده‌اند. آنها از آزار و اذیت مذهبی در سرزمین مادری خود در قرن نهم فرار کردند. آنها در هند شکوفا شدند و در قرن ۱۸–۱۹ میلادی از هم مسلکان مذهبی خود در سرزمین‌های ایران حمایت کردند. آنها دو مرکز صنعتی پیشرفته را در مارشال فیلد و مانکشاو تولید کرده‌اند.
- بودایی‌های تبت: به غیر از پناهندگان بودایی تبتی که از کشور خود پس از اشغال چین در سال ۱۹۵۹ فرار کرده‌اند، هند در حال حاضر پذیرای دالایی لاما، رهبر بودایی‌های تبت نیز هست.
- بهائی‌ها: هند در حال حاضر بزرگ‌ترین جمعیت بهائی‌ها را در خود جای داده است که آنها از آزار و اذیت مذهبی در ایران، به هند پناه آورده‌اند.

### آشوب‌ها و درگیری‌های مذهبی پیش از ۱۹۴۷ م
رویدادهای قابل توجه از عدم تحمل مذهبی، درگیری‌ها و شورش در چندین نقطه به‌صورت همزمان رخ داده است.
آزار و اذیت جوامع هندو، مسلمان و یهودی در شهر گوا رخ داد که تابع قانون پرتغال بود.

### خشونت جمعی در خلال جدایی سال ۱۹۴۷ م
طی تقسیم هند در سال ۱۹۴۷ - خشونت گروهی علیه اقلیت‌های سیک و هندو در مناطقی که به پاکستان تبدیل شدند وجود داشت، در حالی که خشونت علیه اقلیت‌های مسلمان در مناطقی که اکثریت آن هندو و سیک بودند، به‌وقوع پیوست.